# 海綿長鰭蝠魚
海綿長鰭蝠魚，為輻鰭魚綱鮟鱇目棘茄魚亞目棘茄魚科的其中一種，分布於中太平洋東部的墨西哥海域，屬深海底棲性魚類，棲息深度700-1244公尺，體長可達13.3公分，棲息在底層水域，生活習性不明。

## 扩展阅读
維基物種上的相關：海綿長鰭蝠魚